# Мескалеро
Мескалеро, мескалеро-апачи (англ. Mescalero) — индейское атабаскоязычное племя в США. Входит в состав народа апачи.

## История
Мескалеро, вместе с кайова-апачами, хикарилья и липанами, входят в восточную группу апачей.
Мескалеро проживали к югу от хикарилья и к западу от липанов, на территории современных штатов Нью-Мексико и Техас. Название племени дали испанцы, мескалеро означает народ мескаля — растения, которое в жизни племени играло важную роль.
Мескалеро делились на две ветви — Люди Равнин (Гулгахенде) и Люди Каньонов (Нитахенде), которые в свою очередь подразделялись ещё на более мелкие подгруппы. Гулгахенде населяли западные равнины Техаса и восточные склоны Скалистых гор. В одежде и образе жизни они приблизились к индейцам Великих Равнин. Нитахенде жили в горах, к западу от реки Пекос и в быту оставались более традиционны.

## Резервация
Первая резервация для мескалеро была создана 27 мая 1873 года по указу Улисса Гранта. Она располагалась недалеко от военного поста Форт-Стэнтон. Нынешняя резервация была образована в 1883 году, она имеет площадь 1862 км². Основными источниками дохода резервации являются туризм и фермерство.